# Anton Borodachev
Anton Viktorovitch Borodachev (en russe : Антон Викторович Бородачёв), né le 23 mars 2000 à Samara, est un escrimeur russe pratiquant le fleuret. Il est le frère jumeau de Kirill Borodachev, né environ 15 minutes avant lui. Tandis que son frère est gaucher, Anton tire de la main droite.

## Carrière
Anton Borodachev est champion du monde junior par équipe en 2018 et en 2019. 
En 2021, il se distingue lors des qualifications russes pour les Jeux olympiques de Tokyo, avec son frère Kirill et Vladislav Mylnikov. Tous trois encore juniors, ils évincent de la course olympique des vétérans tels qu'Aleksey Cheremisinov, Dmitry Zherebchenko ou encore Timur Safin, lequel n'obtient qu'une place de remplaçant dans l'équipe olympique.
Anton Borodachev est éliminé au premier tour en individuel, étant éliminé par la tête de série no 45 Nick Itkin sur le score de 15-11. Lors de l'épreuve par équipes, les juniors russes éliminent Hong Kong en quarts de finale, les États-Unis  en demi-finale avant de s'incliner en finale contre l'équipe de France (28-45), obtenant donc médaille d'argent olympique.

## Palmarès
- Jeux olympiques
  -  Médaille d'argent par équipes aux Jeux olympiques de 2020 à Tokyo

- Championnats d'Europe
  -  Médaille de bronze par équipes aux championnats d'Europe 2025 à Gênes

## Classement en fin de saison
| Année | 2018 | 2019 | 2020 | 2021 |
| ----- | ---- | ---- | ---- | ---- |
| Rang  | 204  | 208  | 74   | 39   |